# Macintosh LC 475
Macintosh LC 475 - stacjonarny komputer osobisty firmy Apple wprowadzony na rynek w 1993 roku i sprzedawany do roku 1994. Komputer był sprzedawany pod nazwą Quadra 605, ale jest również znany jako Performa 475, Performa 476. Był pierwszym komputerem z serii LC wyposażonym w procesor MC68040.

## Dane techniczne[1][2]
- Procesor - Motorola MC680LC40
- Częstotliwość taktowania procesora - 25 MHz
- Pamięć RAM - 4-36 MB
- Liczba slotów RAM: 1
- Minimalny system operacyjny: System 7.1
- Maksymalny system operacyjny: Mac OS 8.1
- Twardy dysk: 80-250 MB
- Napęd dyskietek: 1.4 MB SuperDrive